# Caballería griega

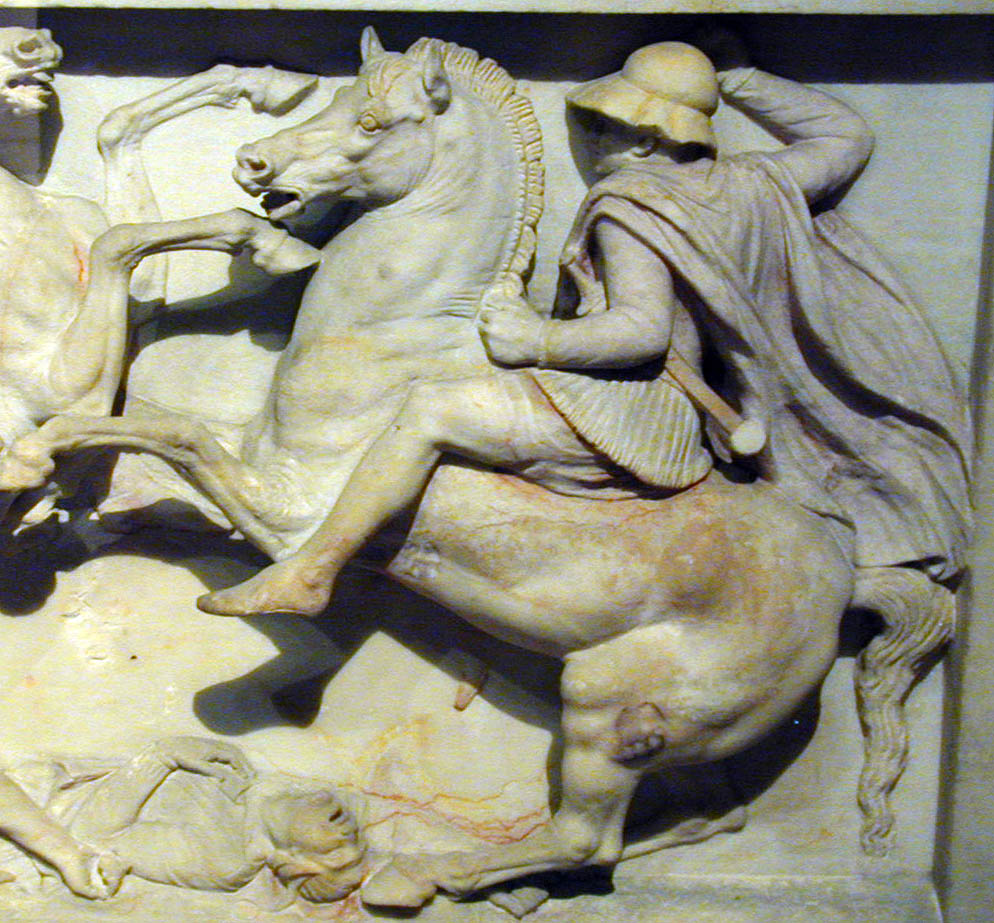
Caballería tesalia.

Los tesalios, cuyas principales fuerzas eran de caballería, parece habían hecho uso del orden romboide o lisonja. Un tesalio nombrado Íleon se consideraba como el inventor y ejercitó con mucha frecuencia la caballería de Tesalia a maniobrar en este orden. Se dice que de él viene el nombre dado al escuadrón. Jasón de Feras empleó el romboide como el más propio en las ocasiones en que era necesario hacer frente prontamente a todas partes y sostener el ataque en flanco y en retaguardia; porque se ponían los caballeros más valientes en las filas exteriores: es a saber, el filarca en el ángulo externo, los dos hombres llamados guarda flancos en el ángulo de la derecha y de la izquierda y el Ourague o «cierra hilera» en el ángulo posterior (Slim. 52-54, Arriano, p. 42.)
El ejército macedonio hizo uso de la forma emboloide o triangular, que tomaron de los tracios y éstos de los escitas. Filipo II fue el que le introdujo y ejercitó en sus tropas. Este orden pareció ser más fuerte que el cuadro porque le cercaban los jefes de hilera. El frente era menos extendido, podía penetrar con facilidad por la menor abertura que se presentase pues terminando en punta, dividía la tropa enemiga y la conversión y reversión o vuelta al mismo terreno, después de la conversión eran más prontas y simples que en el cuadro. Dice Arriano (pag. 45.)

El escuadrón triangular aunque sea marchando al frente con toda su profundidad, vuelve en poco tiempo por la cabeza de sus filas y la tropa entera ejecuta así fácilmente la contramarcha

 (movimiento que tenía lugar de media conversión). 

## Formación en cuadrado

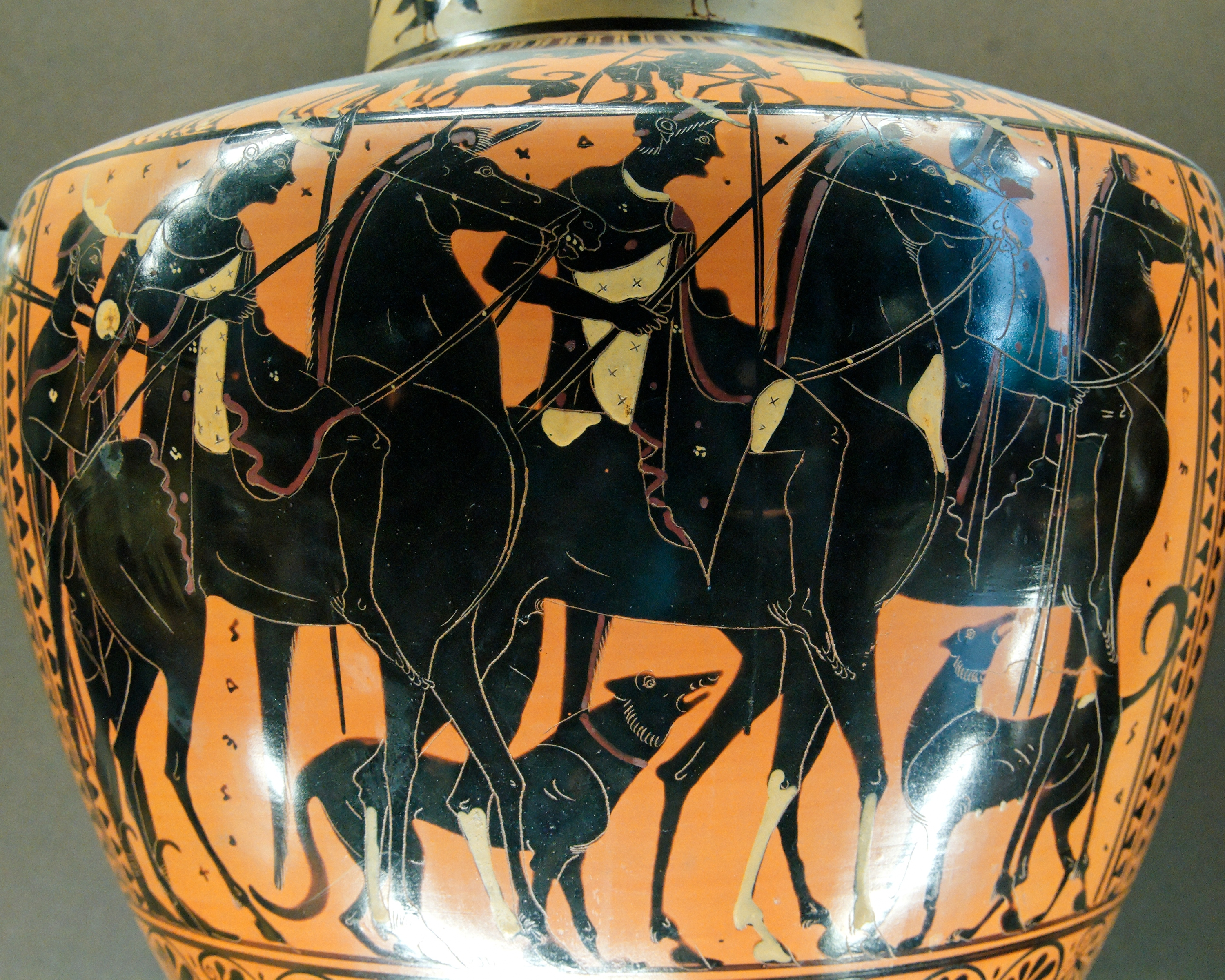
Grupo de guerreros a caballo. Hidria del siglo VI a. C.

A ejemplo de los persas y de los siciliotas, la mayor parte de los griegos y sobre todo los que eran mejores caballeros se servían del orden cuadrado persuadidos a que era más cómodo para la formación y los movimientos y más útil en la guerra porque todos los jefes de hilera acababan a un tiempo y que una tropa así dispuesta se retiraba con más facilidad. Se miraba como el mejor orden de todos aquel cuyo frente era doble del fondo, como ocho sobre cuatro o cinco sobre diez; pero las dos dimensiones, aunque desiguales por el número de los caballeros, eran iguales en cuanto a su extensión pues el caballo es más largo que ancho. Algunos hacían el frente triple del fondo a fin de acercarse más a la formación cuadrada porque lo largo del caballo con corta diferencia, es triple de su ancho y así ponían nueve de frente sobre tres de fondo (Arriano. p.46)
Los tácticos observan aquí que el fondo de la caballería no tiene la misma utilidad que el de la infantería. Dicen: 

Los que están detrás no contribuyen a la violencia del choque, no producen impresión alguna, ni se condensan con los que están delante como una sola masa que obra por su propio peso. Al contrario, si se unen los caballos, se introduce el desorden y la confusión

 (id. pag.49.)
No obstante, otros tácticos habían pensado lo contrario y empleaban un orden cuya profundidad era doble del frente. Se le miraba como propio para engañar al enemigo; presentándole un frente de poca extensión para romperle por medio de su solidez y de la fuerza del choque y para caer impetuosamente sobre él pasando por parajes estrechos y difíciles (Claudio Eliano, p. 48. y 53.)
La forma romboide o lisonja fue adoptada más en general. El filarca, estando a la cabeza los dos caballeros colocados a los lados, no tenían estos necesidad de formar una fila detrás de él, sino de mantenerse solamente a su espalda de suerte que las cabezas de sus caballos hiciesen línea con los hombros del filarca, que los caballos dispuestos a la derecha y a la izquierda dejasen entre sí un intervalo y que la tropa estuviese unida de modo que las coces de los caballos no pudiesen introducir el desorden y que el animal, siendo más largo que ancho, no alcanzase a los caballos vecinos al dar la vuelta y no hiriese a los caballeros.

## Formación en rombo

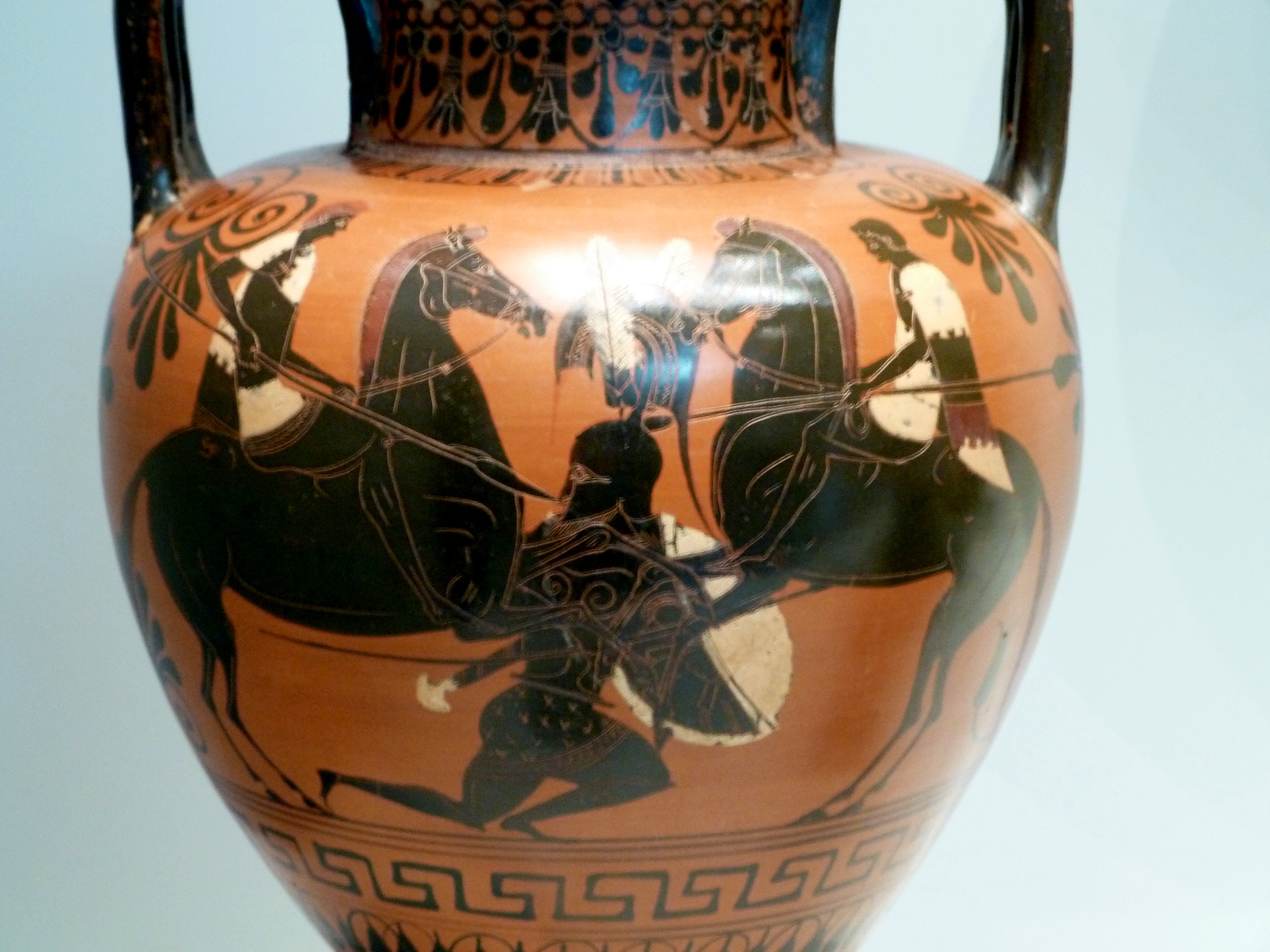
Jinetes tracios.

Algunos formaban el romboide por filas o hileras, otros por filas y no por hileras y otros por hileras y no por filas. 
- Los que le disponían por filas o hileras hacían la fila de en medio impar, como de 13 o de 15, la de adelante y la de atrás menor en 2, esto es de 11 o de 13 y así sucesivamente hasta la unidad; de suerte, que si la fila del medio era de 15, todo el rombo era de ir 3.
- Los que no admitían ni filas ni hileras pretendían que en esta disposición las conversiones y ataques eran más fáciles porque no había obstáculo alguno ni a la derecha ni a la izquierda, ni a la espalda. Ponían, pues, los soldados a la derecha y a la izquierda del filarca, de suerte que las cabezas de los caballos estuviesen en línea con los brazos del caballo que precedía y formasen así las dos primeras filas o caras anteriores del rombo en número impar, por ejemplo. Colocaban después detrás del filarca, el zugarque, y formaban dentro dos filas paralelas a las primeras pero menores de 2 hombres, siendo de a 11 las dos primeras, las dos segundas eran de 9 y así sucesivamente hasta la unidad. Polibio hizo uso de este orden en número de 64 y en forma de A o de cúneo. Filipo II de Macedonia lo inventó y puso los mejores caballeros en el ángulo a fin de que los otros se alentasen, defendidos por aquellos, como un hierro lo está por una punta fuerte y bien acerada.
- La disposición por hileras pero sin filas, se hacía del modo siguiente. Se formaba una hilera de cualquier número, el filarca era el primero y el cierra hilera el último. Se ponía después de una y otra parte otra hilera, cuyos caballos caían enfrente de los intervalos de la primera y precisamente a su medio; las dos nuevas hileras tenían un caballero de menos que la primera; si ésta era de 10 la segunda de 9, la tercera de 8 y así sucesivamente hasta uno. Esta disposición cómoda para hacer a la derecha y a la izquierda, solo se diferenciaba de las precedentes, en que las cabezas de los caballos que formaban las hileras segundas estaban menos avanzadas , y no llegaban a la línea de los pechos del caballo que les precedía (id. p. 29.)
- La disposición por filas y no por hileras se hacía de este modo. Se formaba una fila impar que era la del medio y luego las otras de delante y de detrás, de suerte que los caballos quedasen enfrente del intervalo de la fila posterior o de la interior.

## Escuadrón rectangular
El escuadrón rectangular tenía el frente mayor que el fondo o el fondo mayor que el frente. El primero de estos dos órdenes era preferible para el combate, a menos que no se quisiese romper la tropa enemiga pues entonces el que tenía más fondo era el más conveniente, lo mismo que para ocultar el número y empeñar los enemigos al combate. El orden sobre una fila sin fondo solo era bueno para el pillaje cuando no había nada que temer, para imponer al enemigo por la apariencia de un gran frente o para ocultar a su vista algún objeto o alguna maniobra.
Las iles o escuadrones se formaban como los pesiles, ya delante de la Falange ya a su derecha, ya a su izquierda o ya alguna vez detrás de los pesiles. Si el primer escuadrón era de 60 su primera fila era de 15, la segunda de 13, la tercera de 11, y así seguidamente hasta la unidad. El Porta-insignia estaba en la segunda fila, a la izquierda del zugarque y en todo había 64 iles que hacían 4.096 hombres y cada ile tenía su ilarque.
- dos iles formaban una efilarkia de 128 hombres
- dos epilarkias una tarentinarkia de 256
- dos tarentinarkias una hipparkia de 512 y esto es lo que los Romanos llamaban ala
- dos hipparkias, una epipparkiia de 1024
- dos eppiparkiias, una tele de 2048
- dos tele, un epitagma de 4096

La caballería pesadamente armada tenía la lanza larga, la pica mediana y la media pica, la espada o sable corvo, el dardo, el casco, la coraza, el escudo y los botines; la que tenía escudos se llamaba thyreophora y la que llevaba el dardo nombrado Xiste, Xistophora. (Jenof. L. III. p. 499 A. de Magist. equit. 995)
La caballería ligera o acrobolista, es decir, que combatía de lejos, estaba armada de media pica, dardo, arco y flechas. Se nombraba upacontista, y propiamente tarentina, la que llevaba media pica, espada y hacha y los arqueros a caballo, hippotoxotas o Scythas.

## Caballería de Alejandro

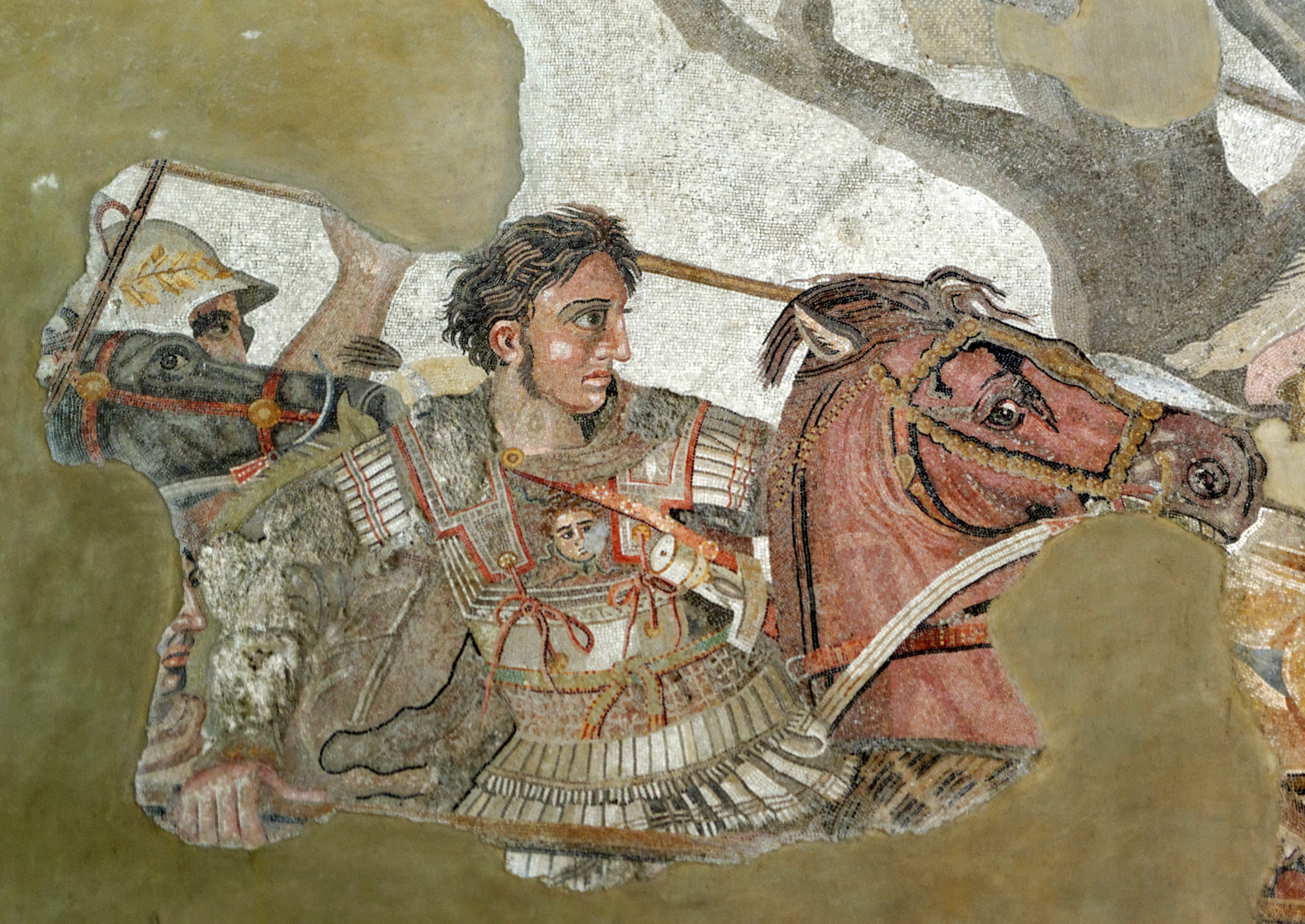
Mosaico de Alejandro Magno a caballo.

Alejandro formó una tropa de caballería semejante a los dragones y le dio el nombre de dobles combatientes. Estaba armada más ligeramente que los hoplitas, más pesada que la caballería y combatía a pie o a caballo. Un uperete, que seguía a cada caballero, tomaba su caballo y el caballero quedaba hoplita. El mismo Príncipe tuvo también caballería sarissophora, griega, tracia y tesalia, además cuerpos de infantería y de caballería que componían una parte de su guardia. Estos cuerpos se formaban de jóvenes los más distinguidos y les había puesto el nombre de «compañeros» o '«amigos» (hetairoi). Los que servían a pie eran los más numerosos y como Arriano no hace mención alguna particular en los órdenes de batalla que describe, es verosímil que formaban cuerpo con la falange.
Los que servían a caballo componían ocho cuerpos, de los cuales uno se distinguía principalmente con el nombre de ile o escuadrón real. (Arriano, p. 184.) porque en general se les designaba a todos con este nombre. Estaban mandados por ocho jefes subordinados solo a Filotas hasta su muerte y después a Clito el Negro y a Hefestión. El cuerpo entero se componía de 1.800 hombres, lo que da a cada escuadrón 225, y era el mejor de toda la caballería de Alejandro.
En cuanto al Agema a que Quinto Curdo da por Xere a Clito, se ve ser el primer escuadrón de los amigos, que en Arriano se halla también por el mismo Clito y nombrado Agema real. La infantería de los hetairoi tenía igualmente su agema o primera tropa y una de los huparpitas el nombre de huparpitas reales; había también otro de caballería en cada uno de estos cuerpos, que era una tropa escogida.
Los argiráspidas, así llamados porque sus escudos estaban guarnecidos de planchas de plata, no formaban un cuerpo particular. pues concillando a Diodoro Sículo, Quinto Curcio y Arriano, se ve que formabann parte de los huparpitas. Los dos primeros dicen que Nicanor mandaba los argiráspidas en la batalla de Arbela y Arriano, que Nicanor comandaba en la misma batalla todos los huparpitas. 
Diodoro nos dice en otro lugar que los argiráspidas era un cuerpo de veteranos sexagenarios y también septuagenarios a quien el valor y la experiencia hacían invencibles. Con que se ve ser un cuerpo escogido, que hacia parte de los huparpitas y como el agema era otro cuerpo escogido, era verosímil que fuesen el agema de los huparpitas, mandados por Nicanor en la batalla de Arbela y se les halla también en las dos batallas de Lúmenes contra Antigono I, colocados en línea al lado de los parpitas, como en la de Arbela. 
Alejandro tuvo en Asia tropas ligeras de toda especie: arqueros a pie y a caballo, acontistas, honderos, caballeros y batidores y también una tropa particular de guardias de Corps. Después de Alejandro, el número de la caballería de los «compañeros» varió porqué se dividió entre sus sucesores. Se la ve en tiempo de Antigono, reducida a 1000 hombres y el agema a 300. En el de Eumenes a 900 y el agema a 300. Tal fue la caballería griega hasta los sucesores de Alejandro. Estos tomaron en Asia el uso de la caballería catafracta, esto es, cuyos hombres y caballos estaban cubiertos de armas defensivas. La caballería tuvo corazas pholidotes o hechas de tela, cubiertas de planchas de hierro o de cuerno que se encogían y ensanchaban como escamas y también de tela simple con muchos dobleces a que se añadieron quijotes y manoplas y a los caballos, testeras y guardaflancos.